# GUCA1C
GUCA1C (англ. Guanylate cyclase activator 1C) – білок, який кодується однойменним геном, розташованим у людей на 3-й хромосомі. Довжина поліпептидного ланцюга білка становить 209 амінокислот, а молекулярна маса — 23 822.
| 10         |  | 20         |  | 30         |  | 40         |  | 50         |
| ---------- |  | ---------- |  | ---------- |  | ---------- |  | ---------- |
| MGNGKSIAGD |  | QKAVPTQETH |  | VWYRTFMMEY |  | PSGLQTLHEF |  | KTLLGLQGLN |
| QKANKHIDQV |  | YNTFDTNKDG |  | FVDFLEFIAA |  | VNLIMQEKME |  | QKLKWYFKLY |
| DADGNGSIDK |  | NELLDMFMAV |  | QALNGQQTLS |  | PEEFINLVFH |  | KIDINNDGEL |
| TLEEFINGMA |  | KDQDLLEIVY |  | KSFDFSNVLR |  | VICNGKQPDM |  | ETDSSKSPDK |
| AGLGKVKMK  |  |            |  |            |  |            |  |            |

A: Аланін

C: Цистеїн

D: Аспарагінова кислота

E: Глутамінова кислота

F: Фенілаланін

G: Гліцин

H: Гістидин

I: Ізолейцин

K: Лізин

L: Лейцин

M: Метіонін

N: Аспарагін

P: Пролін

Q: Глутамін

R: Аргінін

S: Серин

T: Треонін

V: Валін

W: Триптофан

Задіяний у такому біологічному процесі, як альтернативний сплайсинг. 
Білок має сайт для зв'язування з іонами металів, іоном кальцію. 